# Elisabeth von Dänemark, Norwegen und Schweden

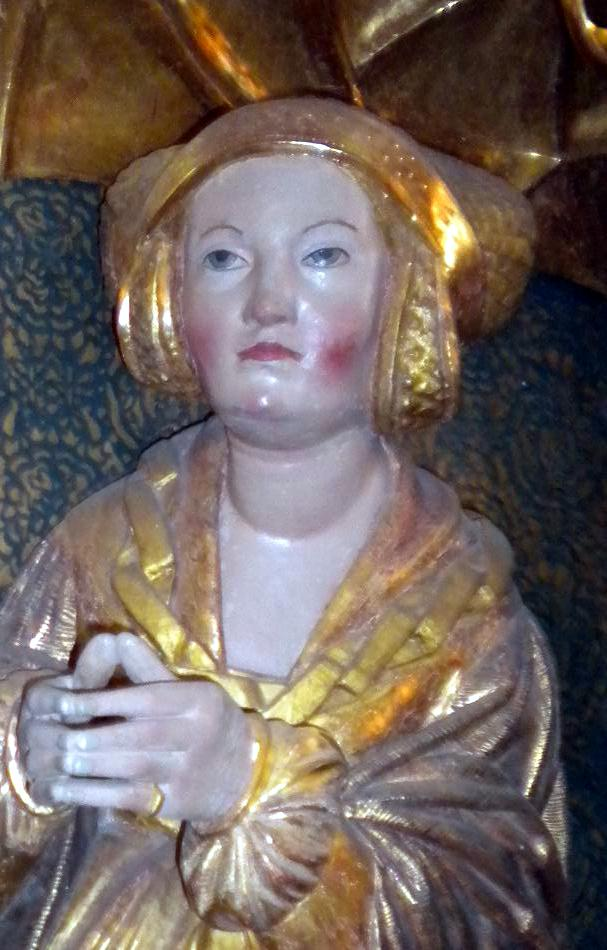
Skulptur von Elisabeth, Kurfürstin von Brandenburg in der Sankt Knuds Kirke in Odense, geschaffen von Claus Berg, um 1530

Elisabeth, Kurfürstin von Brandenburg (* 24. Juni 1485 im Schloss Nyborg auf Fünen; † 10. Juni 1555 in Berlin) war die Tochter von König Johann von Dänemark, Norwegen und Schweden und seiner Ehefrau Königin Christine. Durch Heirat mit Joachim I. wurde sie 1502 Kurfürstin von Brandenburg. Als sie sich 1527 zur neuen Lehre Martin Luthers bekannte, geriet sie in offenen Konflikt mit ihrem Gemahl und floh 1528 nach Torgau. Erst 1545 kehrte sie nach zehnjähriger Witwenschaft nach Brandenburg zurück.

## Leben
Seit ihrer Kindheit hatte Elisabeth eine enge Beziehung zu ihrem Bruder, dem späteren König Christian II. Sie konnte sowohl auf Dänisch als auch auf Deutsch lesen und schreiben. Als 16-Jährige wurde sie am 10. April 1502 mit dem 18-jährigen Kurfürsten Joachim I. von Brandenburg in Stendal verheiratet, während ihre Mutter im Stockholmer Schloss belagert wurde. Gleichzeitig mit Elisabeths Hochzeit fand jene ihres Onkels Friedrich mit Anna von Brandenburg statt. Die Eheverbindung Elisabeths mit Kurfürst Joachim brachte dem Haus Brandenburg die Anwartschaft auf einen Teil der Herzogtümer Holstein und Schleswig ein, wurde aber nie real wirksam. Elisabeth führte in ihren ersten Ehejahren mit ihrem Gemahl eine glückliche Ehe und gebar ihm fünf Kinder. 1507 empfing sie ihre Mutter und 1515 nahm sie an der Hochzeit ihres Bruders Christian mit Isabella von Österreich teil.
Schon früh, um 1523, wandte sich Elisabeth im Stillen der Lehre Luthers zu. Ihre Hinneigung zum Protestantismus wurde wahrscheinlich durch ihren Leibarzt Matthäus Ratzenberger, einem Freund des Reformators, angebahnt. Als ihr 1523 aus seinen skandinavischen Reichen vertriebener Bruder Christian II., ein entschiedener Anhänger des neuen Glaubens, hilfesuchend in Berlin weilte, bestärkte er seine Schwester im Festhalten an der lutherischen Lehre. In der Folge blieb Elisabeth ihrer religiösen Überzeugung unter allen Umständen treu und geriet deswegen in schroffen Gegensatz zu ihrem Ehemann, einem heftigen Gegner der Reformation. Ihm entging der Gesinnungswechsel seiner Gemahlin nicht, die harte Strafmaßnahmen von seiner Seite zu befürchten hatte.
Als der brandenburgische Kurfürst zu Ostern 1527 abwesend war, empfing Elisabeth heimlich von einem aus Wittenberg entsandten Prediger das Abendmahl in beiderlei Gestalt. Dies wurde ihrem Gemahl hinterbracht, der sich nun zum sofortigen Einschreiten verpflichtet sah, um dem Protestantismus in seinen Landen eine derart prominente Stütze zu entziehen. Er forderte von Elisabeth, dass sie sich wieder zur katholischen Religion bekenne, und räumte ihr eine Bedenkzeit bis Ostern 1528 ein. Später ließ er ihr jedoch ausrichten, sie solle mit ihm zu Allerheiligen 1527 das Abendmahl nach altem Ritus zu sich nehmen, was sie ablehnte. Daraufhin holte der Kurfürst den Rat der höchsten Geistlichen des Landes ein, ob er seine Gattin, wenn sie beim protestantischen Glauben verharre, hinrichten oder sich von ihr scheiden lassen dürfe oder welche Maßnahmen er sonst treffen solle. Die Prälaten antworteten, er habe die Pflicht, Elisabeth lebenslang gefangen zu halten. 
Als die Kurfürstin von dieser Empfehlung der geistlichen Würdenträger Kenntnis erhielt, beschloss sie mit Zustimmung ihres noch in Berlin weilenden Bruders, sich aller persönlicher Gefahr durch Flucht zu entziehen. Auf ihr Ersuchen hin erklärte sich ihr Onkel mütterlicherseits, der Kurfürst Johann von Sachsen, zu ihrer Aufnahme bereit. Während der Abwesenheit ihres Ehemanns, der gerade auf einer Reise nach Braunschweig begriffen war, bewerkstelligte sie am Abend des 24. März 1528 ihre Flucht aus Berlin. Sie schaffte es, durch eine an der Wasserseite befindliche Pforte unbeobachtet aus dem Schloss zu entkommen. In einem Boot ruderte sie über die Spree zum jenseitigen Ufer und fuhr von dort aus in einem von ihrem Bruder bereitgestellten Wagen nach Torgau, wo sie am 26. März eintraf. Pastor Thomas Schneidewein, der als erster in der Heilig-Geist-Kapelle in Jüterbog  evangelisch predigte, unterstützte ihre Flucht. Wenig später verschwand er spurlos, angeblich von kurfürstlichen Reitern entführt.
Kurfürst Joachim I. bestand darauf, dass Johann von Sachsen ihm unverzüglich Elisabeth ausliefere. Johann forderte hingegen, Joachim müsse zuerst sein Einverständnis geben, dass Elisabeth nach ihrer Rückkehr weiterhin ihren evangelischen Glauben ungehindert ausüben dürfe und dass zwei Diener, die ihr bei der Flucht geholfen hatten, straffrei blieben. Diesen Bedingungen stimmte Joachim nicht zu, so dass Elisabeth in Sachsen verweilte und abwechselnd in Torgau, Wittenberg und Weimar lebte. Auf dem Reichstag zu Augsburg 1530 bemühte sich Joachim erfolglos, mit Unterstützung Kaiser Karls V. die zwangsweise Rückkehr seiner Ehefrau durchzusetzen. Nach dem 1532 erfolgten Tod ihres Onkels, des Kurfürsten Johann, geriet Elisabeth in drückende finanzielle Not und musste Schulden machen. Sie studierte die Bibel sowie reformatorische Werke und schloss mit Luther nähere Bekanntschaft bei Aufenthalten in Schloss Wittenberg 1534 und 1537, als sie in schlechter gesundheitlicher Verfassung vier Monate lang unter seiner Aufsicht stand.
Elisabeths wirtschaftliche Lage besserte sich erst, als ihr Ehemann im Juli 1535 starb, woraufhin ihr ihre Söhne Joachim II. und Johann eine ansehnliche jährliche Rente gewährten. Beide wollten, dass sie in ihre Heimat zurückkehrte. Doch Elisabeth widersetzte sich der Erfüllung dieses Wunsches, solange ihr älterer Sohn nicht vor allem eine kirchliche Reform in der von ihr begehrten Weise in der Mark Brandenburg durchführte; mit der Kirchenordnung Joachims II. war sie jedenfalls nicht einverstanden. Mit ihrem jüngeren Sohn Johann war sie in religiöser Beziehung zufriedener. Sie wohnte ab 1536 neun Jahre im Schloss Lichtenburg bei Prettin, das ihr Kurfürst Johann Friedrich als Residenz angewiesen hatte. Dort hielt sie einen kleinen Hof, den sie sich mittels der finanziellen Zuwendungen ihrer Söhne leisten konnte.
Erst im Sommer 1545 konnte Johann seine Mutter zur Rückkehr in die Mark Brandenburg überreden, nachdem sie zahlreiche Zusicherungen für ihren Gottesdienst, ihre Geistlichen und ihre Diener bekommen hatte. Zehn Jahre lebte Elisabeth nun auf ihrem Witwensitz, der Burg Spandau und nahm, wenn sie nun auch öfters kränkelte, an der kirchlichen Bewegung lebhaft teil. Als sie sich dem Tod nahefühlte, bat sie ihren Sohn Joachim II., trotz ihres schlechten Gesundheitszustandes nach Berlin gebracht zu werden. Ihr Begehr wurde am 1. Juni 1555 erfüllt, und zehn Tage später starb sie im Alter von 69 Jahren in der kurfürstlichen Burg. Ihre letzte Ruhestätte fand sie im Berliner Dom.

## Nachkommen
- Joachim (* 1505; † 1571), Kurfürst von Brandenburg 1535–1571
- Anna (* 1507; † 19. Juni 1567), verheiratet am 17. Januar 1524 mit Albrecht VII., Herzog zu Mecklenburg
- Elisabeth (* 1510; † 1558), verheiratet am 7. Juli 1525 in Stettin mit Herzog Erich von Braunschweig-Lüneburg
- Margaretha (* um 1511; † nach 3. November 1577), verheiratet
  - am 23. Januar 1530 in Berlin mit Georg von Pommern
  - am 15. Februar 1534 in Dessau mit Johann IV. von Anhalt-Zerbst
- Johann (* 1513; † 1571), Markgraf von Brandenburg-Küstrin 1536–1571